# Otakuthon
Vous pouvez aider à l'améliorer ou bien discuter des problèmes sur sa page de discussion.
- Il ne s’appuie pas, ou pas assez, sur des sources secondaires ou tertiaires. (Marqué depuis août 2025)
- Son ton est trop promotionnel ou publicitaire, voire hagiographique. Le texte doit adopter un ton neutre et encyclopédique. (Marqué depuis août 2025)

- Archive Wikiwix
- Bing
- Cairn
- DuckDuckGo
- E. Universalis
- Gallica
- Google
- G. Books
- G. News
- G. Scholar
- Persée
- Qwant
- (zh) Baidu
- (ru) Yandex
- (wd) trouver des œuvres sur Wikidata

Otakuthon est le plus grand festival d'anime bilingue au Canada. Il met en valeur l'animation japonaise (anime), les bandes dessinées japonaises (manga), les jeux vidéo qui y sont reliés et la culture populaire japonaise. Ce festival, qui s'étend sur 3 jours, a lieu pendant une fin de semaine d'été à Montréal, Québec, Canada. Il s'agit d'un festival à but non lucratif organisé par et pour des amateurs qui a été créé par le club d'anime de l'Université Concordia appelé « Otaku Anime of Concordia University » ou simplement « Otaku Anime ». Le nom « Otakuthon » est un mot-valise formé du mot japonais « otaku » et du mot « marathon ».  Otakuthon est un événement qui se veut bilingue (français et anglais) et dont la programmation, la mascarade et le programme-souvenir sont dans les deux langues officielles.  La première édition d'Otakuthon remonte à la mi-juin 2006, mais, depuis 2007, Otakuthon a lieu à la fin juillet/début août. Lors de la convention tenue les 7, 8 et 9 août 2015, Otakuthon a fêté ses 10 ans.
La 20 édition s'est déroulée du 8 au 10 août 2025 au Palais des congrès de Montréal.

## Programmation
Comme la plupart des autres festivals d'animation japonaise, Otakuthon offre une programmation variée et un éventail d'expositions et d'autres activités.  La programmation d'Otakuthon comporte des événements de cosplay, une mascarade, des vendeurs, une Place des artistes, des panels et ateliers, des jeux, des visionnements d'anime, des danses, du karaoké et des concerts de musique.  Depuis 2008, Otakuthon offre également une aire de session de photographie, une vente-débarras et une mangathèque. En 2014, Otakuthon a accueilli pour la première fois les préliminaires nationaux canadiens du World Cosplay Summit.

## Sous-événements de la programmation
Chaque année, Otakuthon accueille un certain nombre de sous-événements, une série de programmes et de prestations autour des passions spécifiques.
- Yaoithon: Une célébration de tout ce qui est relié au yaoi.
- Yurithon: Une célébration de tout ce qui est relié au yuri et au femmeslash.
- Dollfest: Une célébration des poupées articulées et des poupées asiatiques.
- Sanctuaire Hakurei Festival: Aussi connu comme TouhouFest, ce sous-événement célèbre les jeux vidéo Touhou Project. Le Hakurei Festival a commencé en 2013 et a inclus des panels, des rencontres cosplay, des projections, des tournois de jeux vidéo, de l'art et des marchandises.
- Pokéthon: Un sous-événement sur les Pokémon qui a eu lieu en 2014. Pokéthon était la première série d'événements sur le thème des Pokémon au Canada. Il comprenait des panels, un tournoi de jeu vidéo, un tournoi de jeu de cartes, un jeu-questionnaire et une prise de photos de cosplay. Les organisateurs ont également aidé à lancer la Ligue Pokémon Montréal.

## Historique
Otakuthon tire ses origines d'Animethon, le marathon d'anime annuel présenté par le club Otaku Anime de l'Université Concordia. Au fil des ans, ce marathon qui utilisait une ou plusieurs salles de visionnement et s'étendait sur une ou deux journées a commencé à inclure des événements additionnels. C'est en 2005 que la dixième édition d'Animethon fut renommée « Otakuthon ». En 2006, Otaku Anime s'allia avec d'autres clubs d'anime et personnes afin de transformer ce marathon annuel en véritable festival.
Alors que l'admission au festival était gratuite en 2006, un prix d'entrée a été imposé à partir de 2007 . Les participants peuvent se préinscrire et ceux qui le font peuvent venir récupérer leurs insignes le jeudi ou le vendredi afin d'avoir accès à tous les évènements dès l'ouverture des portes le vendredi à midi. L'accès à la mascarade et au concert J-Pop ou autres concerts organisés (tel que l'Orchestre Des Jeux Video aux festivals de 2012, 2013 et 2015) est inclus dans le prix d'entrée.
Le succès incroyable de l'édition 2007 amena Otakuthon à changer d'emplacement, et l'édition 2008 eut lieu au Palais des congrès de Montréal. Ainsi, le festival a pu augmenter sa capacité et concentrer ses événements principaux sur un seul étage au lieu de plusieurs comme c'était le cas à l'Université Concordia.
En 2020 et 2021, l'événement a eu lieu en format synchrone en ligne en raison de la pandémie de COVID-19. Elle s'est déroulée sur une plateforme interactive et accessible de la maison, laquelle proposait une chaîne d'événements de base, deux chaînes de panels, une salle d’exposition virtuelle avec des marchands, des entreprises et des artistes, un salon social pour clavarder avec les autres festivaliers et un comptoir d’information et de soutien technique.
En 2025, pour son vingtième anniversaire, Otakuthon a transféré tous ses concerts payants à la Place des Arts, soit les concerts Demon Slayer: Kimetsu no Yaiba in Concert, l'Orchestre de Jeux Vidéo, MindaRyn, CODA en concert et SPYAIR. Elle a également reconfiguré certaines salles, comme en déplaçant les jeux vidéos dans la salle OASIS immersion au niveau métro. De plus, un système de jetons a été mis en place pour la section des autographes, où les 60 premiers participants en file obtiennent un jeton et doivent revenir 30 minutes avant le début de la séance d'autographe, et où les personnes sans jeton doivent revenir dans les même délais au sein d'une file d’attente distincte, dite « de dernière chance ».

## Autres événements
Le personnel et les bénévoles de Otakuthon organisent également des événements à Montréal autres que la convention annuelle principale. Par exemple, Otakuthon organise aussi un party d'halloween chaque année depuis 2008. Cette première édition fut organisée au Cœur des Sciences bâtiment de l' UQAM. Le lieu change presque chaque année à la suite de la popularité de cet événement.
- Le Party 2009 a eu lieu à la Chinatown Holiday Inn Select hôtel. L'événement était à guichets fermés et les participants, dont certains vennant de loin, furent refoulés à l'entrée. Quand les gens sont partis, de nouveaux billets ont été vendus, ceux revenus et ont été admis à la fête. Cela a incité les organisateurs à trouver un lieu beaucoup plus grand pour le party d'Halloween l'année suivante.
- Le Party de 2010 a eu lieu à L'Espace Réunion , une salle de réception. C'était une salle beaucoup plus grande que celle de 2009 avec de nouvelles activités comme des jeux d'adresse ainsi qu'une zone de service alimentaire.
- Le Party de 2011 a eu lieu à Outremont dans un centre communautaire. Il a présenté des jeux plus qualifiés et une plus grande zone de service alimentaire. Toutefois, aucun stand photo n'a été installé.
- Le Party de 2012 a eu lieu à Outremont Community Center, avec des modifications et des ajouts mineurs. Une toile de fond peinte sur le thème de l'Halloween était disponible pour des photos.
- En 2013, le party fut déplacé au Centre Jean-Claude Malépart et il a eu des changements et des ajouts mineurs.
- En 2014, le party a eu lieu Centre Jean-Claude Malépart.
- En février 2012, Otakuthon a organisé un Bal Manga. Tenue à la Grande Bibliothèque des Bibliothèque et Archives nationales du Québec , cet événement de danse a coïncidé avec la Nuit Blanche de Montréal.
- Et ils organisent un voyage chaque année pour l'Anime North (AN) à Toronto durant le mois de mai, une des plus grandes conventions d'anime du Canada.

## Historique des événements
| Dates                     | Emplacement                             | Participants | Invités |
| ------------------------- | --------------------------------------- | ------------ | --- |
| 10-11 juin 2006           | Université Concordia, Montréal (Québec) | 1,872        | Boxed Rice Productions, Joany Dubé-Leblanc, Matt Hill, Irulanne, Gisèle Lagacé, Delphine Lévesque Demers, Christopher Macdonald, Sara E. Mayhew, Claude J. Pelletier, Emru Townsend, Sukoshi Yoshi et Tamu Townsend. |
| 4-5 août 2007             | Université Concordia, Montréal          | 1,946        | The 404s, Arashi Daiko, Boxed Rice Productions, Sirkowski, Irulanne, Christopher Macdonald, Les Major, Dawn « Kaijugal » McKechnie, Tim Park, Claude J. Pelletier, Scott Ramsoomair, Lucien Soulban, Mark Sprague, Mandy St. Jean, Sukoshi Yoshi, et Venus Terzo. |
| 26-27 juillet 2008        | Palais des congrès de Montréal          | 3,250        | The 404s, Maral Agnerian, David Coacci, Disorder, Sirkowski, D.S. Gannon, Tiffany Grant, Matt Greenfield, Gisèle Lagacé, Delphine Lévesque Demers, Les Major, Dawn "Kaijugal" McKechnie, Tim Park, Claude J. Pelletier, Lucien Soulban, Spike Spencer, Mark Sprague, Mandy St. Jean et Ontario Anime Society,. |
| 31 juillet au 2 août 2009 | Palais des congrès de Montréal          | 5,500        | Johnny Yong Bosch, Stephanie Sheh, Kevin McKeever, Pikmin Link, athenaWaltz, The 404s, Claude J Pelletier, Dawn McKechnie « Kaijugal », Sirkowski et Maral Agnerian « Sarcasm-hime ». |
| 13-15 août 2010           | Palais des congrès de Montréal          | 7,310        | The 404s, Maral "Sarcasm-hime" Agnerian, David Coacci, Lar DeSouza, Aaron Dismuke, Quinton Flynn, Sébastien "Sirkowski" Fréchette, D.S. Gannon, Caitlin Glass, Jacob Grady, Mohammad "Hawk" Haque, HIMEKA, Irulanne, Kyowa Québec, Stu Levy, JoEllen "Lillyxandra" Elam, Sara E. Mayhew, Dawn "Kaijugal" McKechnie (canceled), Scott A. Melzer, Vic Mignogna, Ananth Panagariya, Claude J. Pelletier, A.E. Prevost, Ryan Sohmer, Mark Sprague, Yume Mirai. |
| 12-14 août 2011           | Palais des congrès de Montréal          | 9,520        | Halko Momoi, The 404s, Academie des chasseurs de primes, Maral "Sarcasm-hime" Agnerian, Eric Allard, David Coacci, Leet Street Boys, Lar DeSouza, Maile Flanagan, Sébastien « Sirkowski » Fréchette (Miss Dynamite), Mel Gosselin, MUSEbasement, Jacob Grady, Yaya Han, Karl Kerschl, Dawn "Kaijugal" McKechnie, Scott Melzer, Yume Mirai, Dream Pod 9, Kyowa Quebec, Ryan Sohmer, Robin Servakis, Mark Sprague. |
| 3-5 août 2012             | Palais des congrès de Montréal          | 11,000       | The 404s, Arashi Daiko, Mel Gosselin, Kyowa Québec, Yuri Lowenthal, Scott McNeil, Matthew Myers, TaraPlatt, Tomoe Ohmi, Alodia Gosiengfiao, Eric Allard, Académie des chasseurs de primes (ACP), MUSEbasement, Orchestre de jeux vidéo (OJV), Komachi Montreal, Arashi Daiko, Daito Ryu Koryuken, Shidoan Kendo and Iaido Club, Feng Huang Wushu Club, Yokai Project, Tiriel, Daniel Proulx, Dream Pod 9, Hamlet Machine, Anasthasia, Belladonna, Frozen Wings, Morbidollz. |
| 16-18 août 2013           | Palais des congrès de Montréal          | 13 357       | Les 404s, Anasthasia, Ryusuke Hamamoto, Nadia "NadiaSK" Baiardi, Emirain, En Masse, DS Gannon, Benoit Godbout, Mel Gosselin, Jacob Grady, Kyowa Québec, L'Orchestre de Jeux Vidéo (OJV), Michel Lacombe , Lune Stream, Matthew Myers, AE Prevost, Rial Monica, David Vincent (acteur), J. Michael Tatum, Veronica Taylor, Yokai project. |
| 22-24 août 2014           | Palais des congrès de Montréal          | 17,661       | Jesse Lagers, Nobuo Uematsu, Arnie roth, Yui Ishikawa, BabyThe stars shine Bright, Midori Fukasawa, spike spenser, Shelley calene-black, Brett weaver, Benyamin nuss, Raj ramayya, Masayuki Ozaki, neko, Kaname, Orpheelin, amya, Shilin, Éditions Ikko, Jeff Simpson, MUSEbasement, VenusAngelic, Mel Gosselin, Jacob Grady, Michel Lacombe, Yokai Project, Sebastian 3000, the 404s, Komachi Montreal, Daito ryu Koryukan, Shindokan kendo and laido Club, Feng hang Wushu club, E.K. Weaver, Crunchyroll, Funimation. |
| 7-9 août 2015             | Palais des congrès de Montréal          | 20,210       | FLOW, angela, Colleen Clinkenbeard, Patrick Delahanty, LeSean Thomas, Carole Thivolle, Elffi, Okageo, Nikita, Rikiya Koyama, Yosuke Okunari, Todd Haberkorn, Wendee Lee, Mel Gosselin, Jeff Simpson, Ben Lo, Jayd "Chira" Ait-Kaci, Christopher Macdonald, Tony Valente, Your Favorite Enemies, L'orchestre de Jeux Vidéo (OJV), L'Orchestre portable de jeux vidéo (OPJV), The 404s, Komachi Montreal, Daito Ryu Koryukan, Shidokan Kendo and Iaido Club, Feng Huang Wushu Club, Inazuma Daiko, Crunchyroll, FUNimation Entertainment, Aniplex, VIZ Media, Notation, Thomas Lamarre, Martin Picard, Bernard Perron                                                                                               |
| 5-7 août 2016             | Palais des congrès de Montréal          | 21 315       | BACK-ON, Atsuko Tanaka, Takeshi Obata, Arina Tanemura, Masanori Miyake, Takamitsu Inoue, Karen Strassman, Eric Stuart, Sam Vincent, Chris Cason, Virchan Puu, Jez, Mel Gosselin, Amya Chronicles, Jayd "Chira" Ait-Kaci, Johannes Helgeson, Joodlez, Ikko, Akidearest, Joey The Anime Man, Misty Chronexia, Noble Lost Pause, The 404s, Arashi Daiko, L'orchestre de Jeux Vidéo (OJV), L'Orchestre portable de jeux vidéo (OPJV), Pony Canyon, Crunchyroll, FUNimation Entertainment, Sekai Project, 1st PLACE / IA, Bandai Namco Entertainment America, Kiki Jenkins, Emily Willis, Ann Uland. |
| 4-6 août 2017             | Palais des congrès de Montréal          | 22 065       | Man With A Mission, 1st PLACE / IA, Arashi Daiko, L'orchestre de Jeux Vidéo (OJV), Misty Chronexia, The 404s, Kevin Connolly, Daito Ryu Koryukan, Dez, Kara Eberle, Mel Gosselin, Windofthestars, Ayako Kawasumi, Komachi Montreal, Cherami Leigh, Amanda C. Miller, A New World (music from Final Fantasy), Twin Cosplay. |
| 3-5 août 2018             | Palais des congrès de Montréal          | 23 226       | Capcom Live, fhána, Lia, Shiena Nishizawa, Maidreamin, Danny Choo, Kyle Hebert, Hirokatsu Kihara, Hiroshi Matsuyama, Lauren Landa, Erica Mendez, Tenleid, Geoff Thew, Yuriko Tiger, Sam Pinansky, Oakville Kenjutsu, Centre Samourai Koryukan, Patricia Summersett, Erica Schroeder, Milou, Aluota, The 404s, Valérie Lévesque, L'Orchestre portable de jeux vidéo (l'OPJV), Ian Sinclair, Komachi Montreal et Jacob Grady |
| 16-18 août 2019           | Palais des congrès de Montréal          | 25 533       | Derek Steve Prince, Erica Lindbeck, Kyle McCarley, Patrick Seitz, 6%DOKIDOKI, Cyril Coppini, FAKY, Hiroshi Matsuyama, Hisashi Kagawa, Irie Yasuhiro, Junichi Hayama, Karory & Kio Nachi, Mamorou Yokota, Marina Inoue, MIYAVI, Rica Matsumoto, Sam Pinansky, Shigefumi Shingaki, Shota Nakama, Tomoyuki Shitaya, T.M.Revolution (TMR), Yoshihisa Hirano, , Dan Salvato, Epikuro, Michelle and Twisk, Misty Chronexia, Nux Taku, Sunrise, Valérie Harvey, Zeiva Inc., Gadget Gears, Shinji et TinYasuo |
| 15 et 16 août 2020        | En ligne                                | N/A          | Cyril Coppini, Laurence Manning, Kenzie Black, Love Live Sunrise, NOOB, L'orchestre d'Anime de Montréal, L'Orchestre portable de Jeux Vidéo, The Pink Popo, Eric Roth, Tortuga, Video Game Orchestra, at-home Cafe, BACK-ON, IA, Hirokatsu Kihara, Maguro Nikan, Rica Matsumoto, Hiroshi Matsuyama, Shu Takada, Team Shachi, Sora Takui, Hisayuki Tabata, WASUTA, Kiyono Yasuno, Zach Aguilar, Chris Hackney, Erica Mendez, Patrick Seitz, Abby Trott |
| 20-22 août 2021           | En ligne                                | N/A          | Animaple, Antipode, Ken Arto, Bibliothèque et Archive nationale du Québec, beatMARIO, Bastien Bourlé, Cita & Feder, Cyril Coppini, CyberConnect 2 MTL, Stéphane Ferrandez, Sandrine Garbuglia, Igusa Hinakoto, America Zarigani Hirai, Hizaki, Aria Kurokiri, L'Orchestre d'Anime de Montréal, Lame Genie, Laurence Manning, yuko Minamuchi, Kenji Nojima, Ryotaro Okiayu, Otaku Comedy Show, Elira Pendora, Pomu Rainpuff, Asano Ruri, Finana Ryugu, Keith Silverstein, Laura Stahl, Kazunori Sugiura, Inoue Suguru, LoveLive Sunrise, The PinkPopo, Tortuga, Maizuru Yokato et Joe Zieja |
| 5-7 août 2022             | Palais des congrès de Montréal          | 29 409       | at-home cafe, blank paper, Hirokatsu Kihara, Inoue Suguru, Taichiro Miyazaki, Abby Trott, Animaple, BurlesGeek, CyberConnect2 MTL, David Vincent, East2West, Ice Qream, Joel McDonald, John stocker, KADE, L'Orchestre d'Anime de Montréal, L'Orchestre de Jeux Vidéo, Montréal Host Club, NIJINISANJI EN, OPENWORLD, OTAKU COMEDY SHOW, TurboQuest, Voonic2, C&F Cosplay Factory, Damien Laquet et Stéphane Ferrandez |
| 11-13 août 2023           | Palais des congrès de Montréal          | 35 309       | Keith Silverstein, Orchestre de Jeux Vidéo, Orchestre d'Anime de Montréal, Joe Zieja, Laura Stalh, Khoi Dao, Shota Nakama, Cyril Coppini, Alban Knox, Uki Violeta, Sister Claire, Hokishawa Sara, Emirichu, Daidus, Valérie Harvey, ANLY, KANA-BOON, LoveLive Sunrise, Jean-François Laliberté, Sacha Lefebvre, Thomas Burelli, Alisa Okehazama, Takahiro Obata, Kanae Ito, Yoshiyuki Hirai, Suguru Inoue, Enishin, Hanakoto Igusa, Hagamachi Tsumami, Chachabaru Charu, Patrick Walton, Lame Genie, Geek Show, Anc3, Be More Shonen!, Bruno Méyère, Yoh Yoshinari, East2West, TurboQuest, Griffin Burns, Crunchyroll-Hime, Dan Folger, Hisayuki Tabata, Luna Tsukigami, Maizuru Yokato, Amagi Ten, Kurokiri Aria |
| 2-4 août 2024             | Palais des congrès de Montréal          | 36 280       | À venir |
| 8-10 août 2025            | Palais des congrès de Montréal          | 34 304       | À venir |

## Mascotte
Yurika, adolescente imaginaire aux cheveux bleus, est la mascotte d'Otakuthon. Elle est représentée de différentes façons sur les dépliants, les insignes, le site internet, les vêtements et d'autres marchandises d'Otakuthon. Elle fut à l'origine créée pour le festival par l'artiste locale Jessie Rong. Yurika a été élaboré par divers artistes au fil des ans et un concours de la mascotte a même été tenue une fois. En 2011, Yurika a été rejoint par son frère Yatsumi, sa cousine Yuki, et son amie Yumi. 

## Anciennes conventions d'anime à Montréal
Il y a eu deux autres conventions d'animes tenues à Montréal, en plus d'Otakuthon. Ils étaient :
- Montréal Anime Expo : première convention d'anime de Montréal.Organisé par Loisir étoile Marketing (HSM) de Toronto , il a eu lieu le 14-16 novembre 2003 au Palais des congrès de Montréal. Les invités d'honneur étaient Scott McNeil , Kirby Morrow , Chris Sabat et Brad Swaile .Cette convention ne revint jamais.
- Montréal n'avait aucune convention d'anime entre 2003 et 2006.
- Daikon ; une convention d'anime en une seule journée tenue le 3 juillet 2010 à l'hôtel Holiday Inn Montréal Midtown. Leur invité d'honneur était Linda Hartley, et une partie des recettes est allé à la Fondation de l'Hôpital de Montréal pour enfants. Cette convention ne revint jamais.